# راينهارد باور
راينهارد باور (بالألمانية: Reinhard Bauer) (و. 1950 – م) هو مؤرخ منطقة، وناشر، من ألمانيا، هو عضوٌ في الحزب الديمقراطي الاجتماعي الألماني.